# Cẩm Đàn
Cẩm Đàn là một xã thuộc huyện Sơn Động, tỉnh Bắc Giang, Việt Nam.
Xã Cẩm Đàn có diện tích 18,24 km², dân số năm 1999 là 2.723 người, mật độ dân số đạt 149 người/km².